# Hynek Klimek

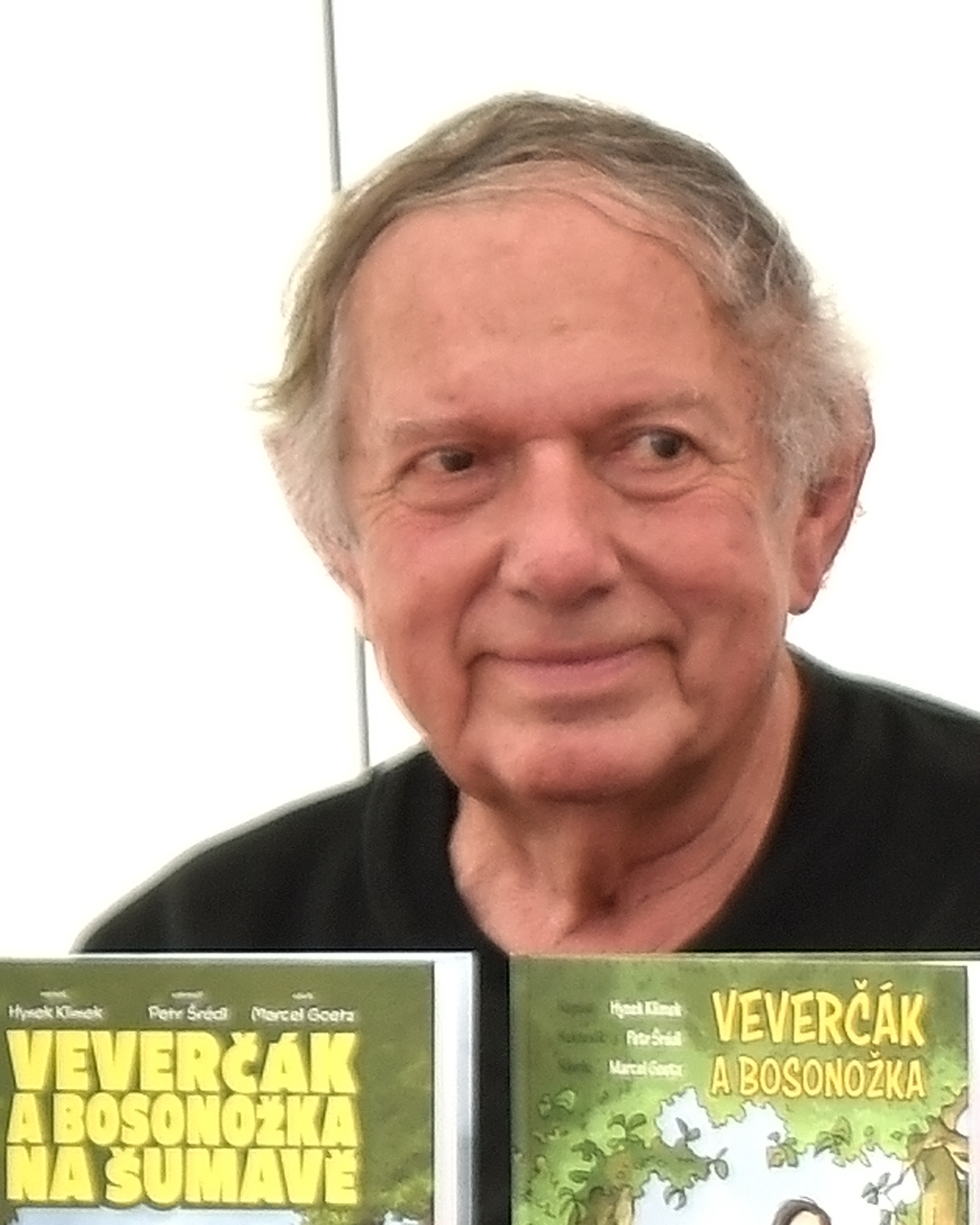
Hynek Klimek (2024)

Hynek Klimek (ur. 25 lipca 1945 w Pradze) – czeski pisarz i dziennikarz. Ojciec historyka Tomáša Klimka oraz młodszy brat Antonína Klimka.
Po ukończeniu nauki jako technik ogrzewnictwa był studentem wydziału prawa na  Uniwersytecie Karola w Pradze. Do 1977 roku mieszkał i pracował jako technik budowlany w Pradze. W 1978 roku zawarł małżeństwo i mieszkał w Czeskich Budziejowicach.
Pierwszą jego książką w 1989 roku była powieść Hadí příkop, następnie ukazały się bajki, książki dla młodzieży, książki krajoznawcze, opowieści w antologiach oraz scenariusze dla telewizji. Od 1990 pracował przez 15 lat jako dziennikarz, następnie jako pisarz i publicysta. Od 2006 roku mieszka w Szumawie.
Hynek Klimek jest członkiem Klubu pisarzy kraju południowoczeskiego (Jihočeský klub Obce spisovatelů), Związku Dziennikarzy Republiki Czeskiej (Syndikát novinářů Česke republiky) oraz bierze udział w spotkaniach na cześć poety Juliusa Zeyera, które odbywają się w Vodňanach.

## Wybór publikacji

### Książki dla dzieci i młodzieży
- Milenci, andělé a ti druzí (podle vyprávění malíře Kristiana Kodeta). Hart, Praha 2001
- Strašidla od Šumavy po Prahu. Lucie, Vimperk 2002.
- Mýty a báje staré Šumavy. Formát, Praha 2003.
- Mýty, báje a povídačky jižních Čech. PRAAM, Písek 2004.
- Smrt krásné stopařky. Jindřich Kraus Pragoline, Praha 2006.
- Jak se z divoženky stala krásná víla. Město Tábor v Nakladatelství Studio Gabreta, České Budějovice 2007.
- O víle Vodánce. Růže, České Budějovice 2007.
- Příběhy víly Vodánky. Město Tábor v Nakladatelství Studio Gabreta, České Budějovice 2007.
- Jak Klárka pomohla víle a víla Klárce. Nadace Javorník v Nakladatelství Studio Gabreta, České Budějovice 2008.
- Vládcové našich hor. Alpress, Frýdek-Místek 2009.
- O víle Vodánce a bludičce Markétce. Plejáda, Plzeň 2009.
- Přece nechcípnu jen tak (podle vyprávění paralympioničky Jany Fesslové). Plejáda, Plzeň 2010, ISBN 978-80-87374-51-1.
- Strašidlář. Mezi námi hradními strašidly. 2012 Grada, Praha 2012.
- Strašidlář. Mezi námi vodníky. Grada, Praha 2012.
- Strašidlář. Mezi námi čarodějnicemi. Grada, Praha 2012.

### Książki krajoznawcze
- Povodně jižní Čechy 2002. Fotografická spoluúčast. Syndikát jihočeských novinářů, PENI, České Budějovice 2002, – 2. wydanie: PENI, České Budějovice 2003.
- Hříšníci ze šumavských vrchů (včetně vlastních doprovodných fotografií). Jindřich Kraus Pragoline, Praha 2005.
- Kam na víkendy? Jižní Čechy I. (včetně vlastních fotografií). Computer Press, Brno 2007.
- Kam na víkendy? Jižní Čechy II. Písecko, Strankonicko, Šumava. Computer Press, Brno 2008.
- Příběhy hospůdek okolo Vltavy (povídky jihočeských spisovatelů). Růže, České Budějovice 2007, 2. rozšířené vydání, Růže, České Budějovice 2008.
- Neznámé Čechy – Šumava - Trojmezí. Regia, Praha 2008.
- Neznámé Čechy – Šumava - Sušicko. Regia, Praha 2009.
- Neznámé Čechy – Šumava - Klatovsko. Regia, Praha 2009.
- Sezimovo Ústí – město, které se zrodilo dvakrát. (nadpoloviční podíl včetně fotografií se třemi spoluautory textu a fotografem). Růže, České Budějovice 2009.
- Neznámé Čechy – Šumava - Podhůří. Regia, Praha 2010, ISBN 978-80-86367-81-1.
- Neznámé Čechy – Šumava - Prachaticko. Regia, Praha 2010.
- Neznámé Čechy – Šumava - Českokrumlovsko. Regia, Praga 2011, ISBN 978-8087531006.
- Neznámé Čechy – České řeky - Otava. Regia, Praha 2012.

### Antologie i inne publikacje
- Hadí příkop (román). Jihočeské vydavatelství, České Budějovice 1989, ISBN 978-8070160008.
- Jak zlikvidovat šéfa (fiktion povídky čtyř jihočeských autorů). Jih, České Budějovice 1992.
- Měsíc ve dne (povídky jihočeských autorů). Carpio, Třeboň 2002.
- Střídavě jasno (povídky jihočeských a rakouských autorů). Růže, České Budějovice 2003.
- Jihočeský kalendář 2005. Inpress, České Budějovice 2004.
- Barevné kameny Adalberta Stiftera (povídky jihočeských a rakouských autorů). Růže, České Budějovice 2005.
- Jihočeský lidový kalendář 2006 (zároveň vedoucím redaktorem publikace). Gabreta, České Budějovice 2005.
- Sůl a cukor (povídky jihočeských a východoslovenských spisovatelů). Růže, České Budějovice 2005.
- Příběhy jihočeských hostinců. 1. díl (povídky jihočeských spisovatelů). Růže, České Budějovice 2005.
- Příběhy jihočeských hostinců. 2. díl (povídky jihočeských spisovatelů). Růže, České Budějovice 2006.
- Smrt krásné stopařky. Pragoline, Praha 2006, ISBN 80-86546-47-0.
- Jihočeský lidový kalendář 2007 (zároveň vedoucím redaktorem publikace). Orego, Praha 2006.
- Jihočeský lidový kalendář 2008. Jih, České Budějovice 2007.
- Vítr sedmi vůní (povídky jihočeských a rakouských spisovatelů). Balt East, Praha 2008.

### Scenariusze
- 1995: Telč dnes - ČTV
- 2003: Jiho česke štrašeni - TV Gimi
- 2006: Novohradsko a Throsvinensko - J. Hanzal